# 妨礙司法公正
妨礙司法公正（英語：Perverting the course of justice）出自英格蘭和愛爾蘭法律，是指在司法過程中通過干擾、欺騙等手段，使法庭作出偏向自己或第三者的判決，以致公義不能得以彰顯。在普通法地區，妨礙司法公正乃係刑事罪，為可公訴罪行之一。由於部分司法管轄區沒有就該可公訴罪行制定罰則，所以可判處的監禁刑期並沒有上限。理論上最高刑罰是終身監禁，但現代已經少有罰得如此重的案例。

## 定義
妨礙司法公正的正式定義為「具有妨礙司法公正傾向及意圖的作為、一連串的作為或行為」（an act, a series of acts, or conduct which has
the tendency and is intended to pervert the course of justice），具體表現在任何一種下列的行為：
- 中止刑事檢控以換取報酬
- 提出虛假的指控
- 向調查人員提供虛假的陳述
- 刻意協助他人逃避追捕
- 恐嚇、脅迫或騷擾證人
- 證人故意不出席聆訊，以換取報酬
- 捏造、藏匿或毀滅證據
- 不當地中止檢控
- 使原來可能得以提出檢控的法定程序受挫[3]

在知情的情況下協助另一人妨礙司法公正，即是串謀妨礙司法公正，同樣是犯罪。

## 各地的刑罰

### 加拿大新西兰
妨礙司法公正這項罪行在澳洲、加拿大、新西蘭等地的成文法中都已經存在。例如新西蘭在《1900年刑事罪行法令》中規定，妨礙司法公正者一經定罪，最高可判處14年監禁。

### 英格兰
在英格蘭和威爾斯，法官有權視乎罪行的嚴重性判處恰當的刑罰，不受任何約束，所以理論上可判處的刑期是無上限的，即終身監禁。但公職人員犯罪，一般都以9年為刑期起點。

### 香港
在香港，妨礙司法公正按《刑事訴訟程序條例》第101I條，原先最高可被判監禁7年及罰款。但判監的刑期卻常常引起爭議。例如在2002年，歌手謝霆鋒在一次駕駛失事後不顧而去，由所屬經理人公司英皇娛樂的員工成國定冒認司機（俗稱「頂包」），藉以逃避法律責任，結果事情曝光，但最後只被判社會服務令，而其他涉案人物包括警員都被判監4至6個月（但被判監6個月的警員出獄後獲終審法院裁定上訴得直，獲判無罪）。在2004年的一場官司中，上訴法庭批評現行的最高刑期不足以起阻嚇作用，其後香港政府研究修改法例，取消7年的刑期上限，跟隨英國交由法官全權決定刑期。最終在2008年立法會通過《2008年成文法（雜項規定）條例》，令法院可對妨礙司法公正判處以任何刑期的監禁及任何款額的罰款。
類似的刑事罪行包括發假誓、宣誓後給予假證供、藐視法庭等。

## 著名的罪犯
香港
- 楊受成
- 謝霆鋒
- 毛玉萍
- 刘梦熊

 美国
- 約翰·康諾利

## 外部連結
- § 339 StGB bei Dejure.org (mit Rechtsprechung) （德文）
- Holm Putzke: BGH kippt Freispruch vom Vorwurf der Rechtsbeugung – Wenn Richter über Richter richten （页面存档备份，存于）, Legal Tribune Online vom 6. Juni 2012 （德文）
- Thomas Fischer: Strafbarkeit beim Dealen mit dem Recht? Über Lausbuben- und Staatsstreiche （页面存档备份，存于）, HRRS 2014, 324 （德文）
- Richter vor dem BGH freigesprochen, Haftentscheidung nach „Hüttenstädter Prozessordnung“ keine Rechtsbeugung （页面存档备份，存于）, Legal Tribune Online vom 10. Mai 2017 （德文）
- Joachim Sokolowski: 16 Monate für Staatsanwalt wegen Strafvereitelung und Rechtsbeugung im Amt （页面存档备份，存于） vom 14. August 2017 （德文）
- Staatsanwaltschaft leitet keine Ermittlungen gegen Richter ein. Keine Rechtsbeugung im Neubrandenburger Auschwitz-Prozess （页面存档备份，存于）, Legal Tribune Online vom 22. Januar 2018 （德文）